# Lawrence Ephraem Thottam
Lawrence Ephraem Thottam (* 15. Mai 1928 in Vellelumbu, Britisch-Indien; † 9. April 1997) war ein indischer Geistlicher und syro-malankara katholischer Bischof von Marthandom.

## Leben
Lawrence Ephraem Thottam besuchte die Grundschule in Kanjiramukalam und die St. Mary’s School in Pattom sowie später das Kleine Seminar St. Aloysius in Trivandrum. Ab 1946 studierte er Philosophie und Katholische Theologie am interdiözesanen Priesterseminar St. Joseph in Mangalore. Am 14. Mai 1953 empfing Thottam durch den syro-malankara katholischen Erzbischof von Trivandrum, Benedict Varghese Gregorios Thangalathil OIC, das Sakrament der Priesterweihe.
Thottam war zunächst eineinhalb Jahre als Lehrer am Kleinen Seminar St. Aloysius in Trivandrum tätig, bevor er im Dezember 1954 dessen Rektor wurde. 1962 wurde Lawrence Ephraem Thottam für weiterführende Studien nach Rom entsandt, wo er 1964 an der Päpstlichen Universität Gregoriana ein Diplom im Fach Missionswissenschaft und einen Abschluss im Fach Soziologie erwarb. Nach der Rückkehr in seine Heimat wurde Thottam Direktor des St. Mary’s Institute of Pastoral Studies in Palayam. Von 1964 bis 1977 wirkte er zudem als Direktor des St. John’s Hospital in Pireppencode. Ferner war er drei Jahre Vizepräsident und sechs Jahre Präsident der Catholic Hospital Association of India sowie zwei Jahre Vizepräsident der Voluntary Health Association of India.
Am 6. November 1980 ernannte ihn Papst Johannes Paul II. zum Titularbischof von Barcusus und zum Weihbischof in Trivandrum. Der syro-malankara katholische Erzbischof von Trivandrum, Benedict Varghese Gregorios Thangalathil OIC, spendete ihm am 27. Dezember desselben Jahres im Nehru-Stadion in Kottayam die Bischofsweihe; Mitkonsekratoren waren der Bischof von Tiruvalla, Isaac Youhanon Koottaplakil, und der Bischof von Battery, Cyril Baselios Malancharuvil OIC. Johannes Paul II. bestellte ihn am 16. Dezember 1996 zum ersten Bischof von Marthandom. Die Amtseinführung erfolgte am 23. Januar 1997.
Lawrence Ephraem Thottam wurde in der Christ the King Cathedral in Marthandom beigesetzt.